# Ачинский район
А́чинский район — административно-территориальная единица (район) и муниципальное образование (муниципальный район) в западной части Красноярского края России.
Административный центр — город Ачинск (в состав района не входит), в 160 км к западу от Красноярска.

## География
Ачинский район расположен в долине реки Чулым и её притоков. Площадь территории — 2534 км².
Сопредельные территории:
- север: Большеулуйский район
- восток: Козульский район
- юг: Назаровский район
- запад: Боготольский район

## История
Ачинский район образован 4 апреля 1924 года. 5 января 1944 года из части территории Ачинского района был образован Большеулуйский район.

## Население
| 2002    | 2008    | 2009    | 2010    | 2011    | 2012    | 2013    | 2014    |
| ------- | ------- | ------- | ------- | ------- | ------- | ------- | ------- |
| 14 904  | ↗15 419 | ↗16 456 | ↘15 870 | ↗15 894 | ↗16 025 | ↗16 258 | ↗16 335 |
| 2015    | 2016    | 2017    | 2018    | 2019    | 2020    | 2021    |         |
| ↘15 969 | ↘15 653 | ↘15 390 | ↘15 213 | ↘14 891 | ↘14 498 | ↘14 328 |         |

Молодёжи в возрасте от 14 до 30 лет — 4.283 человек, от 14 до 35 лет — 5.103 человек. Трудоспособного населения в возрасте от 18 до 35 лет — 3.226 человек, высшее образование из них на 1 января 2008 года имеют 865 человек.

## Территориальное устройство
В рамках административно-территориального устройства район включает 9 административно-территориальных единиц — 9 сельсоветов.
В рамках муниципального устройства, в муниципальный район входят 9 муниципальных образований со статусом сельских поселений.
| № | Сельское поселение       | Административный центр | Количество населённых пунктов | Население | Площадь, км2 |
| - | ------------------------ | ---------------------- | ----------------------------- | --------- | ------------ |
| 1 | Белоярский сельсовет     | село Белый Яр          | 4                             | ↘1358     | 194,26       |
| 2 | Горный сельсовет         | посёлок Горный         | 3                             | ↘1741     | 65,19        |
| 3 | Ключинский сельсовет     | посёлок Ключи          | 6                             | ↘2477     | 385,05       |
| 4 | Лапшихинский сельсовет   | село Лапшиха           | 4                             | ↘448      | 321,32       |
| 5 | Малиновский сельсовет    | посёлок Малиновка      | 2                             | ↘2624     | 33,05        |
| 6 | Преображенский сельсовет | село Преображенка      | 4                             | ↗1792     | 144,21       |
| 7 | Причулымский сельсовет   | посёлок Причулымский   | 9                             | ↘1051     | 389,20       |
| 8 | Тарутинский сельсовет    | посёлок Тарутино       | 7                             | ↘1498     | 411,65       |
| 9 | Ястребовский сельсовет   | село Ястребово         | 7                             | ↘1339     | 578,65       |

### Населённые пункты
В Ачинском районе 46 населённых пунктов.
| №  | Населённый пункт | Тип     | Население | Муниципальное образование |
| -- | ---------------- | ------- | --------- | ------------------------- |
| 1  | Барабановка      | деревня | ↘68       | Ястребовский сельсовет    |
| 2  | Белый Яр         | посёлок | ↘300      | Белоярский сельсовет      |
| 3  | Белый Яр         | село    | ↘948      | Белоярский сельсовет      |
| 4  | Берёзовый        | посёлок | ↘377      | Ястребовский сельсовет    |
| 5  | Большая Салырь   | село    | ↗1143     | Преображенский сельсовет  |
| 6  | Боровка          | деревня | 5         | Тарутинский сельсовет     |
| 7  | Борцы            | деревня | ↘113      | Причулымский сельсовет    |
| 8  | Горный           | посёлок | ↗1146     | Горный сельсовет          |
| 9  | Грибной          | посёлок | 20        | Тарутинский сельсовет     |
| 10 | Заворки          | село    | ↗82       | Ключинский сельсовет      |
| 11 | Зеленцы          | деревня | 7         | Причулымский сельсовет    |
| 12 | Зерцалы          | деревня | ↘237      | Белоярский сельсовет      |
| 13 | Ивановка         | село    | ↘8        | Причулымский сельсовет    |
| 14 | Игинка           | деревня | ↘108      | Преображенский сельсовет  |
| 15 | Ильинка          | деревня | 55        | Малиновский сельсовет     |
| 16 | Каменка          | деревня | ↗1208     | Ключинский сельсовет      |
| 17 | Карловка         | деревня | ↗429      | Горный сельсовет          |
| 18 | Ключи            | посёлок | ↘1015     | Ключинский сельсовет      |
| 19 | Козловка         | деревня | ↘65       | Тарутинский сельсовет     |
| 20 | Крещенка         | деревня | ↘30       | Причулымский сельсовет    |
| 21 | Курбатово        | деревня | ↗87       | Причулымский сельсовет    |
| 22 | Ладановка        | деревня | ↗20       | Ястребовский сельсовет    |
| 23 | Лапшиха          | село    | ↘434      | Лапшихинский сельсовет    |
| 24 | Малая Покровка   | деревня | ↗80       | Ястребовский сельсовет    |
| 25 | Малиновка        | посёлок | ↘2769     | Малиновский сельсовет     |
| 26 | Малый Улуй       | деревня | ↗430      | Ключинский сельсовет      |
| 27 | Нагорново        | посёлок | ↘36       | Белоярский сельсовет      |
| 28 | Нагорново        | деревня | ↘256      | Причулымский сельсовет    |
| 29 | Новая Ильинка    | деревня | ↗54       | Ястребовский сельсовет    |
| 30 | Ольховка         | село    | ↘83       | Тарутинский сельсовет     |
| 31 | Орловка          | деревня | ↘145      | Горный сельсовет          |
| 32 | Плотбище         | деревня | ↘4        | Ястребовский сельсовет    |
| 33 | Покровка         | посёлок | 5         | Тарутинский сельсовет     |
| 34 | Покровка         | село    | ↘319      | Тарутинский сельсовет     |
| 35 | Преображенка     | село    | ↘594      | Преображенский сельсовет  |
| 36 | Причулымский     | посёлок | ↘706      | Причулымский сельсовет    |
| 37 | Саросека         | деревня | 8         | Преображенский сельсовет  |
| 38 | Слабцовка        | деревня | ↘19       | Причулымский сельсовет    |
| 39 | Сосновое Озеро   | деревня | ↘162      | Причулымский сельсовет    |
| 40 | Тарутино         | посёлок | ↘1318     | Тарутинский сельсовет     |
| 41 | Тимонино         | деревня | ↘71       | Лапшихинский сельсовет    |
| 42 | Тимонино         | посёлок | ↘55       | Лапшихинский сельсовет    |
| 43 | Тулат            | посёлок | ↘3        | Лапшихинский сельсовет    |
| 44 | Улуй             | посёлок | ↘13       | Ключинский сельсовет      |
| 45 | Чулымка          | посёлок | ↘11       | Ключинский сельсовет      |
| 46 | Ястребово        | село    | ↗839      | Ястребовский сельсовет    |

Упразднённые населённые пункты:
- 1990 год — посёлок Клубничный и деревня Журавли.

## Транспорт
С запада на восток через район проходит Транссибирская железнодорожная магистраль, на которой находится крупная узловая станция Ачинск I. На север от неё идёт ветка Ачинск — Лесосибирск, на юг — Ачинско-Минусинская железная дорога. Напряжённая работа Ачинского узла нашла отражение в известном советском фильме «Магистраль», основное действие которого происходит на станции Ачинск I (в фильме — Грачинск).
Также через район проходит, южнее и параллельно Транссибу, федеральная автомагистраль Р255 «Сибирь», от которой в районе Ачинска отходят на север и юг (в Хакасию) региональные автодороги.